# Дими Паница
Димитрий-Иван (Дими) Евстатиев Паница е американски журналист от български произход. В България е известен като общественик и филантроп, който работи активно за развитие на гражданското общество в България след 1989 г.
Дими Паница е роден на 2 ноември 1930 година в София в семейството на финансиста Евстати Паница и съпругата му Мария, дъщеря на финансиста и политик Димитър Яблански.

## Западна Европа и САЩ
Напуска родината през 1948 г., работи като банков служител в Париж. Преселва се в САЩ през 1952 г., за да работи в редакцията на списание „Рийдърс Дайджест“. Ръководи изданията за Европа, Близкия изток и Африка, достига до поста заместник главен редактор. Оттегля се от списанието на 1 юни 1994 г.

## Дейност в България след 1989 г.
Със съпругата си Ивон основава фондация „Свободна и демократична България“ през 1991 г. В нейните дейности са:
- Социален комплекс за бездомни деца и младежи „Св. София“,
- Основател на Института за изследване на близкото минало (2005)
- организиране на международна конференция „Карнегиевата анкета и Балканите днес“,
- програма „Гражданско общество“, включваща учредяването на „Джуниър ачийвмънт“ – България, програми за журналистически обмен на Балканите,
- Българско училище за политика,
- програма „Студентски дискусионни клубове“,
- бившата ежегодна журналистическа награда „Паница“, давана в продължение на 10 г.,
- ежегодна награда за гражданска доблест, създаване на Outward Bound® – България
- инициатива за връщане на българските архиви, изнесени след 9 септември 1944 г. в Москва (2007)
- и много други.

## Американски университет в България
Бил е член-основател на Съвета на директорите на Американския университет в България и страстен негов поддръжник. Бил е спонсор на построяването на новата библиотека на АУБ, която на 16 май 2009 г. е наименувана в чест на него и на съпругата му Ивон. Доктор хонорис кауза на университета от май 2001 г.

## Друга дейност
Член е на Международния институт за стратегически изследвания (Лондон), на Англо-американската пресасоциация (Париж), на френската Фондация за бъдещето, на Института за демократизация в Източна Европа (Вашингтон), на Института за пазарна икономика (София). Избран е за почетен член на Българската академия на науките, но през март 2010 г. се оттегля след оповестяване на сътрудниците на бившата Държавна сигурност в БАН. „Липсваше покаяние, липсваше извинение, липсваше гражданско достойнство да се направи крачка назад и да се даде път на неопетнени млади учени“, пише Дими Паница в писмото си до председателя на БАН.

## Памет
На Дими Паница е наречена улица в Центъра на София (Карта).

## Награди
- медал „За заслуга“ на Съвета на Европа
- орден „Стара планина“ първа степен, декември 2009
- кавалер на Ордена на Почетния легион на Френската република, март 2005 г.
- почетен настоятел на Кингс колидж, Лондон

Погребан е в парцел 44 на Софийските централни гробища.